# Solarthermie

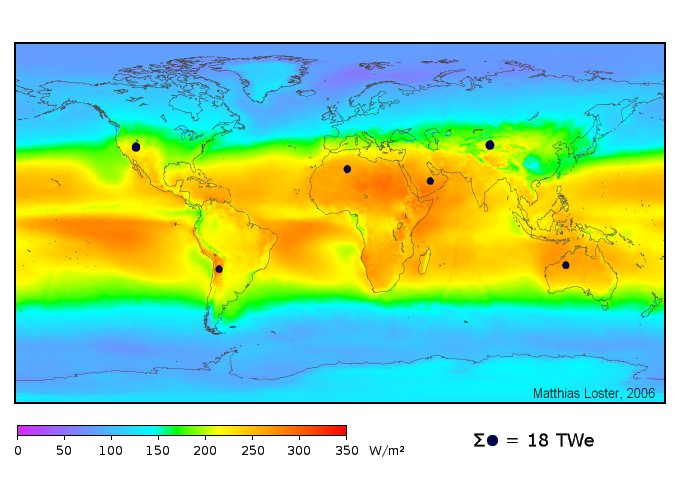
Weltweit verfügbare Sonnenenergie. Die Farben in der Karte zeigen die lokale Sonneneinstrahlung auf der Erdoberfläche gemittelt über die Jahre 1991–1993 (24 Stunden am Tag, unter Berücksichtigung der von Wettersatelliten ermittelten Wolkenabdeckung). Zur Deckung des derzeitigen Weltbedarfs an Primärenergie allein durch Sonnenstrahlung wären die durch dunkle Scheiben gekennzeichneten Flächen ausreichend (bei einem Wirkungsgrad von 8 %).

Unter Solarthermie (abgekürzt ST) versteht man die Umwandlung der Sonnenenergie z. B. durch thermische Solaranlagen in nutzbare thermische Energie. Sie zählt zu den erneuerbaren Energien.
Die auf die Erdoberfläche auftreffende Strahlungsleistung beträgt weltweit im Tagesdurchschnitt (bezogen auf 24 Stunden) ungefähr 165 W/m² (mit erheblichen Schwankungen je nach geographischer Breite, Höhenlage und Witterung). Die gesamte auf die Erdoberfläche auftreffende Energiemenge ist mehr als zehntausendmal größer als der Energiebedarf der Menschheit, das Potenzial der Solarenergie ist größer als das aller anderen erneuerbaren Energien zusammen.
Ende 2020 waren weltweit insgesamt 500 GW Solarthermiekollektoren für die Warmwassergewinnung installiert, davon 364 GW oder 72,8 % in China. Stand Ende 2016 waren nach vorläufigen Angaben weltweit ca. 456 GW an thermischer Leistung installiert, die über ein jährliches Regelarbeitsvermögen von ca. 375 TWh thermischer Energie verfügen, mit ca. 325 GW der größte Teil davon in China. Solarthermie ist eine Kerntechnologie der sehr erfolgreichen dänischen Wärmewende. Im Juni 2019 waren dort 1,1 GW an thermischer Leistung installiert.
Zudem waren Stand Ende 2021 Sonnenwärmekraftwerke zur Stromerzeugung mit einer elektrischen Gesamtleistung von knapp 6,4 GW in Betrieb.

## Geschichte
Die passive Nutzung der Solarthermie wurde bereits im Alten Ägypten, in Mesopotamien und in den frühen südamerikanischen Hochkulturen durch die Architektur ihrer Bauwerke praktiziert.
In kalten Klimazonen werden seit alters Fenster und Türen bevorzugt auf der windabgewandten Seite des Hauses, aber möglichst in Richtung zur Mittagssonne hin orientiert. In heißen Zonen wurden dagegen Türen so positioniert, dass sie sich zur Mittagszeit auf der sonnenabgewandten Seite befanden. Dokumentiert sind die architektonischen Betrachtungen des römischen Baumeisters Vitruv. Er schrieb: „Im Norden, scheint es, müssen die Gebäude mit einem flach gewölbten Plafond versehen möglichst geschlossen und nicht offen, sondern nach den warmen Himmelsgegenden hin gerichtet angelegt werden.“
Erste Anwendungen der solarthermischen Nutzung gehen bis in die Antike (800 v. Chr. – 600 n. Chr.) zurück, als Brenn- bzw. Hohlspiegel für die Fokussierung von Lichtstrahlen verwendet wurden. Entsprechend wurde und wird die olympische Fackel seit der Antike über Brennspiegel entzündet.
Im 18. Jahrhundert erfand der Naturforscher Horace Bénédict de Saussure die Vorläufer der heutigen Sonnenkollektoren. Das weltweit erste Patent für eine Solaranlage wurde 1891 an den Metallfabrikanten Clarence M. Kemp aus Baltimore vergeben; hierbei handelte es sich um einen einfachen Wärmekollektor für Warmwasser. Mitte der 1970er Jahre wurden – ausgelöst durch die erste Ölkrise – erste brauchbare Konzepte für eine zeitgemäße Solarenergienutzung entwickelt.

## Theoretische Grundlagen
Die Sonne erzeugt durch die in ihrem Inneren ablaufende Kernfusion eine Leistung von ca. 3,8 · 1026 Watt und gibt sie in Form von Strahlung ab (entspricht etwa 4,26 Megatonnen Masse pro Sekunde, die in Energie umgewandelt werden). Von der kugelförmigen Sonnenoberfläche wird diese Strahlungsleistung etwa gleichmäßig in alle Richtungen abgegeben. Genau genommen schwankt die Strahlungsleistung der Sonne sowohl örtlich als auch zeitlich, siehe zum Beispiel unter Sonnenaktivität und Weltraumwetter für nähere Informationen.
Die Erde kreist (eigentlich auf einer elliptischen Bahn) in einem mittleren Abstand von etwa 150 Millionen Kilometern um die Sonne, dieser Abstand wird auch als Astronomische Einheit bezeichnet. Im Hinblick auf die Strahlungsleistung bewegt sich die Erde auf einer Kugelfläche um die Sonne mit einem Radius von einer Astronomischen Einheit. Die Strahlungsleistung verteilt auf diese Kugelfläche beträgt im Mittel
{\displaystyle E_{0}=1367~\mathrm {W/m^{2}} },
was als Solarkonstante bezeichnet wird. Der Wert schwankt, insofern ist es irreführend, von einer Konstanten zu sprechen, der Begriff hat sich aber eingebürgert. Auf sehr langen Zeitskalen (Millionen bis Milliarden Jahre) nimmt die Strahlungsleistung von Hauptreihensternen wie der Sonne langsam zu, bedeutsam für menschliche Zeitskalen sind jedoch kürzerfristige Variationen, welche in beide Richtungen ausschlagen können, so nach unten während des Maunder-Minimums. Die Solarkonstante erlaubt daher nur einfache Berechnungen und Abschätzungen ist aber für die meisten Zwecke eine hinreichend präzise Näherung. Während im erdnahen Weltraum eine senkrecht zur Sonne ausgerichtete Fläche tatsächlich den von der Solarkonstanten gegebenen Wert empfängt, sorgt die Erdatmosphäre für eine deutliche Dämpfung. Durch Reflexion und Absorption an Wolken, Aerosolen und Gasen wird dieser Wert durch die Atmosphäre beträchtlich reduziert. Je nach Breitengrad muss die Strahlung einen längeren Weg durch die Atmosphäre zurücklegen (die Extinktion ist proportional zur Weglänge und Dichte des Mediums Luft, also proportional zur Masse der Luft, welche die Solarstrahlung auf dem Weg zur Erdoberfläche durchquert). Daraus ergibt sich je nach Standort auf der Erde eine unterschiedliche Strahlungsleistung. Von einem klaren Mittagshimmel im Sommer (höherer Sonnenstand = kürzerer Weg durch die Atmosphäre) strahlt die Sonne in Deutschland nur noch mit maximal 1.000 W/m2, im Winter sogar nur mit 600 W/m2. Es gibt Wetterstationen mit Solarmeter, die auch die täglichen Schwankungen zu beobachten erlauben. So steigt die auf der Erdoberfläche empfangene Sonnenstrahlung von Sonnenaufgang bis Mittag etwa in einer Sinusfunktion an, um dann auf gleiche Weise wieder abzufallen. In der Nacht beträgt die Sonnenstrahlung natürlich 0 W/m2, über ein gesamtes Jahr gemittelt ergeben sich in Deutschland etwa
{\displaystyle E_{1}\approx 120~\mathrm {W/m^{2}} }
Über die Zeit integriert ergibt sich aus der empfangenen Sonnenstrahlung die nutzbare Sonnenenergie.
Die eingestrahlte Energie pro Jahr beträgt in Deutschland etwa
{\displaystyle G_{\text{Solar}}=1055~\mathrm {kWh/(a\cdot m^{2})} }.
Dies entspricht etwa der Hälfte des theoretisch erreichbaren Wertes, was im Wesentlichen auf Bewölkung zurückzuführen ist. Das Statistische Bundesamt rechnet bei solarthermischen Kollektoren, die zur Heizungsunterstützung eingesetzt werden, im Jahr mit einem mittleren Ertrag von
{\displaystyle G_{\text{Solar}}=350{,}40~\mathrm {kWh/(a\cdot m^{2})} }
bzw.
{\displaystyle E_{1}=40~\mathrm {W/m^{2}} }.
Dieser Wert liegt nochmals wesentlich niedriger, da er weitere Faktoren berücksichtigt, welche den Ertrag in der Praxis ebenfalls beeinflussen.
Die gezielte Wandlung der in Form elektromagnetischer Wellen einfallenden Sonnenstrahlung in thermische Energie erfolgt grundsätzlich durch das Prinzip der Absorption. Das kann durch Sonnenkollektoren geschehen, die die Sonnenstrahlung direkt absorbieren. Mit Konzentratoren, die auf dem Prinzip der Reflexion basieren (Hohlspiegel oder eine Vielzahl der Sonne nachgeführter Einzelspiegel), lässt sich das Sonnenlicht fokussieren, wodurch eine erhöhte Lichtintensität auf dem Absorber und damit eine höhere Temperatur im Wärmeträgermedium erzielt werden kann.
Bei diffuser Einstrahlung durch Wolken oder Dunst ist eine thermische Nutzung der Globalstrahlung mit Konzentratoren grundsätzlich nicht möglich. Flachkollektoren können die diffuse Globalstrahlung zwar nutzen, die allerdings typischerweise eine geringere Leistung hat als das direkte Sonnenlicht.

## Weltweite Nutzung
Die thermische Solarenergie wird am stärksten in China und Europa genutzt. Pro Kopf wird sie auch stark in Israel genutzt, da Israel jedoch eine kleine Bevölkerung hat, fällt dies in weltweiten Statistiken weniger ins Gewicht. Israel war jedoch im 20. Jahrhundert einer der modernen Pioniere dieser Technologie, vor allem in der Warmwasserbereitung. Im Jahr 2007 lag der weltweite Kapazitätszuwachs bei 126 GW, davon 67 % in China und 12 % in Europa. In China nutzt man die Energie meistens zur Warmwassererzeugung, in Europa oft auch für die teilsolare Raumheizung. Die weltweite installierte Kapazität nahm zwischen Jahren 2007–2008 um 15 % (19 GW, von 126 GW) auf 145 GW zu. Die europäische Kapazität nahm zwischen Jahren 2007–2008 um 21 % (3,3 GW, von 15,7 GW) auf 19 GW zu.
Die europäische Gesamtkapazität stieg auch in den bewegten Jahren 2008–2011 mit teilweise starken Zuwachseinbrüchen auf 26,3 GW.
| # | Land/Region         | 2005 | 2006 | 2007 | 2008  |
| - | ------------------- | ---- | ---- | ---- | ----- |
| 1 | Volksrepublik China | 55,5 | 67,9 | 84,0 | 105,0 |
| 2 | Europäische Union   | 11,2 | 13,5 | 15,5 | 18,3  |
| 3 | Türkei              | 5,7  | 6,6  | 7,1  | 7,5   |
| 4 | Japan               | 5,0  | 4,7  | 4,9  | 4,1   |
| 5 | Israel              | 3,3  | 3,8  | 3,5  | 2,6   |
| 6 | Brasilien           | 1,6  | 2,2  | 2,5  | 2,4   |
| 7 | Vereinigte Staaten  | 1,6  | 1,8  | 1,7  | 2,0   |
| 8 | Australien          | 1,2  | 1,3  | 1,2  | 1,4   |
| 9 | Indien              | 1,1  | 1,2  | 1,5  | 1,8   |
|   | Welt                | 88   | 105  | 126  | 149   |

| # | Staaten                | 2006  | 2007  | 2008  | Bestand 2008 |
| --- | ---------------------- | ----- | ----- | ----- | ------------ |
| 1 | Deutschland            | 1.050 | 665   | 1.470 | 7.766        |
| 2 | Griechenland           | 168   | 198   | 209   | 2.708        |
| 3 | Österreich             | 205   | 197   | 243   | 2.268        |
| 4 | Frankreich             | 154   | 179   | 272   | 1.137        |
| 5 | Italien                | 130   | 172   | 295   | 1.124        |
| 6 | Spanien                | 123   | 183   | 304   | 988          |
| 7 | Zypern                 | 42    | 46    | 48    | 485          |
| 8 | Schweiz                | 36    | 46    | 60    | 416          |
| 9 | Dänemark               | 18    | 16    | 23    | 293          |
| 10 | Vereinigtes Königreich | 38    | 38    | 57    | 270          |
| 11 | Niederlande            | 10    | 14    | 18    | 254          |
| 12 | Polen                  | 29    | 47    | 91    | 254          |
| 13 | Portugal               | 14    | 18    | 60    | 223          |
| 14 | Schweden               | 20    | 18    | 19    | 202          |
| 15 | Belgien                | 25    | 30    | 64    | 188          |
| 16 | Tschechien             | 15    | 18    | 25    | 116          |
| 17 | Slowenien              | 5     | 8     | 11    | 96           |
| 18 | Slowakei               | 6     | 6     | 9     | 67           |
| 19 | Rumänien               | 0     | 0     | 6     | 66           |
| 20 | Irland                 | 4     | 11    | 31    | 52           |
| 21 | Malta                  | 3     | 4     | 4     | 25           |
| 22 | Bulgarien              | 2     | 2     | 3     | 22           |
| 23 | Finnland               | 2     | 3     | 3     | 18           |
| 24 | Ungarn                 | 1     | 6     | 8     | 18           |
| 25 | Luxemburg              | 2     | 2     | 3     | 16           |
| 26 | Lettland               | 1     | 1     | 1     | 5            |
| 27 | Litauen                | 0     | 0     | 1     | 3            |
| 28 | Estland                | 0     | 0     | 0     | 1            |
| | EU27 + Schweiz         | 2.100 | 1.920 | 3.330 | 19.083       |
| * 1000 m² = 0,7 MW, luftgefüllten Kollektoren und Vakuumröhrenkollektoren (Glazed Collectors), 2004–2008 (kW) |                        |       |       |       |              |

Seit Ende 2011 steht die weltweit größte Solaranlage mit 36.000 Quadratmeter Sonnenkollektoren in Riad. Sie soll den für 26.000 Studentinnen plus Lehrkörper gedachten Campus der in Bau befindlichen Princess Nora bint Abdul Rahman University mit Warmwasser versorgen.

## Sonnenkollektoren

### Arten von Sonnenkollektoren
Man unterscheidet folgende Bauformen:

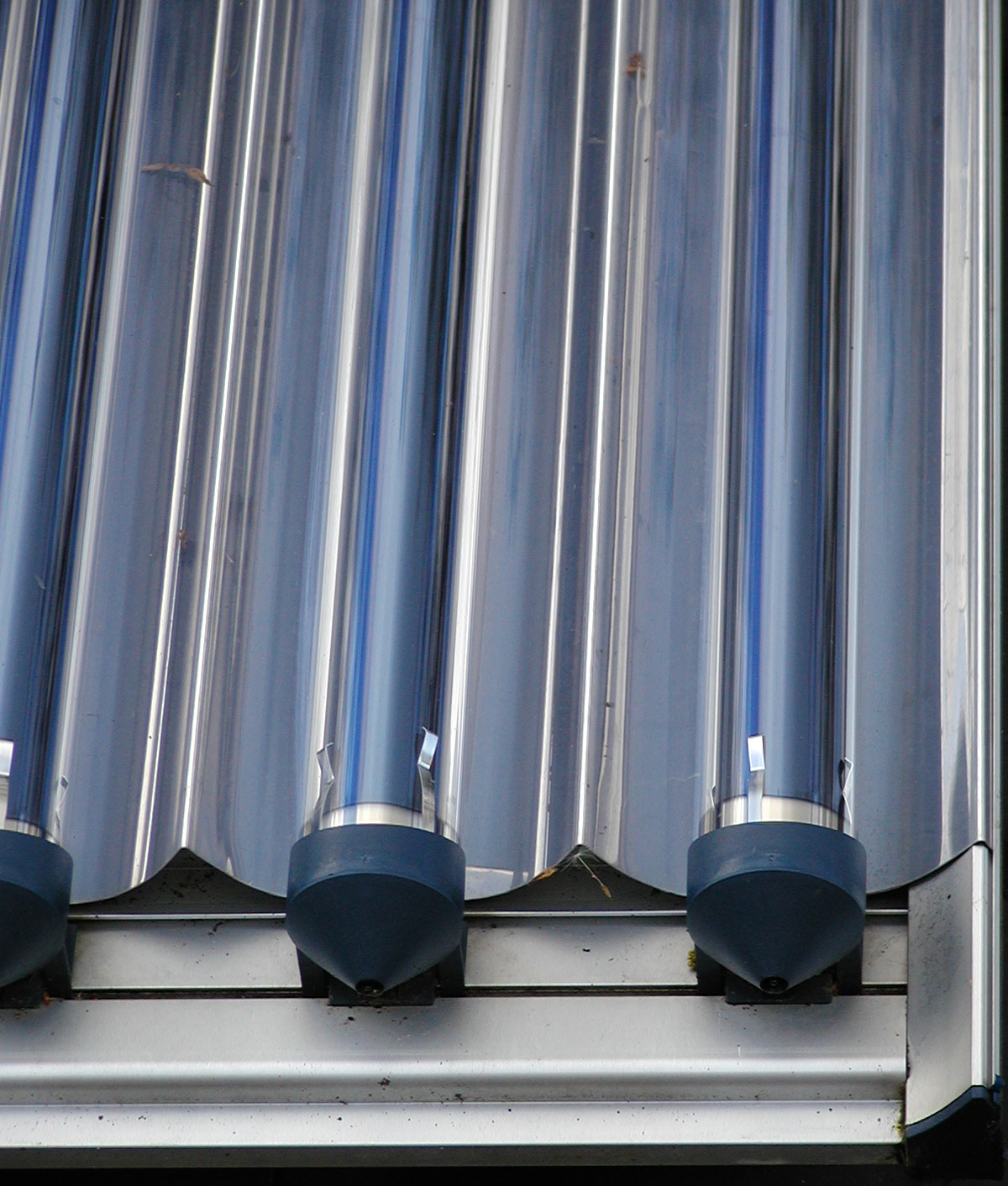
Vakuumröhrenkollektor
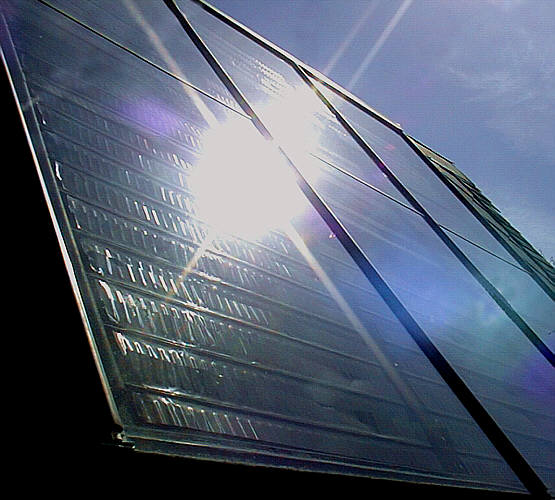
Flachkollektor
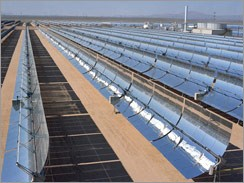
Parabolrinnenkollektor
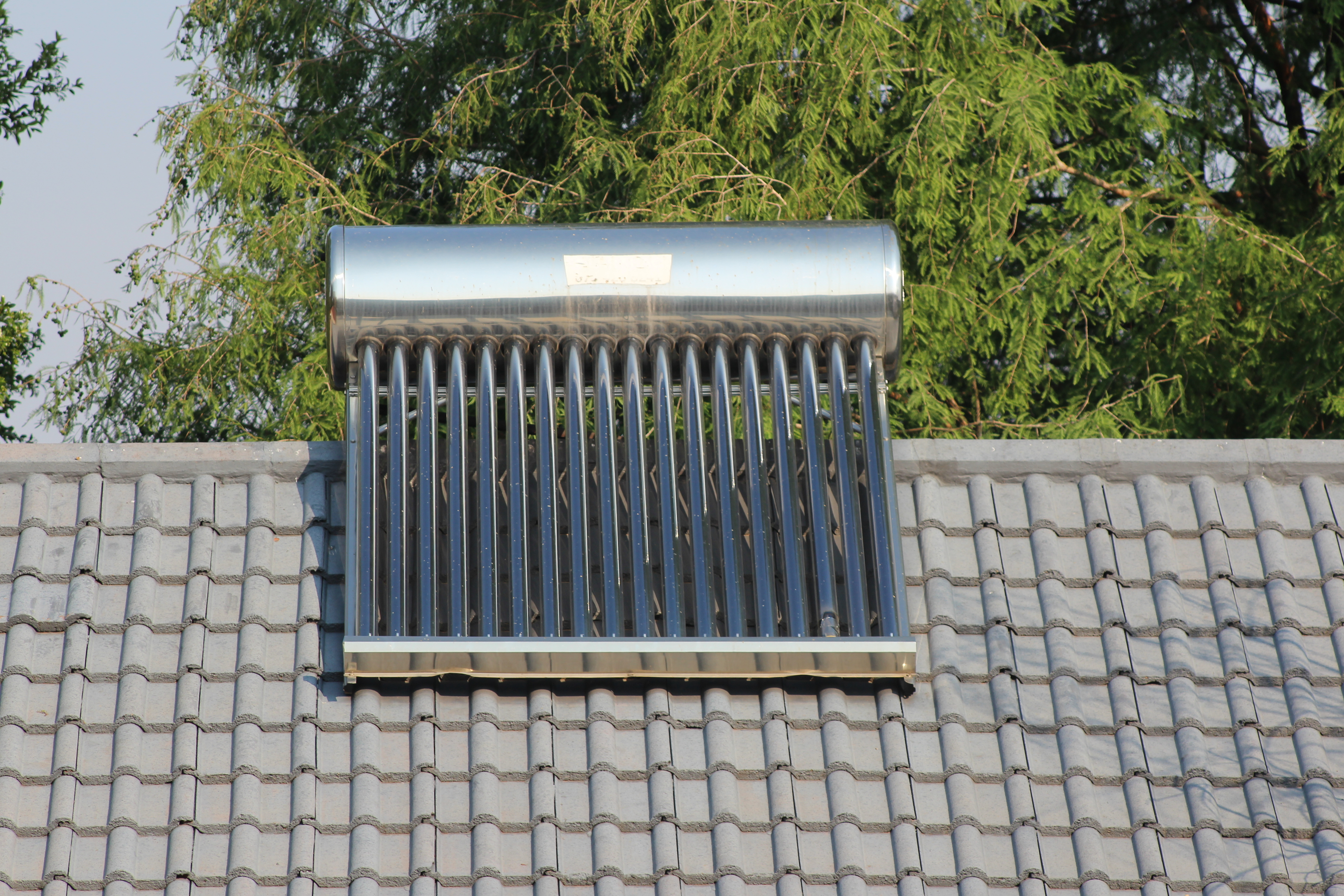
Speicherkollektor für wärmere Regionen

Solarthermische Kollektoren ohne die Konzentration der Strahlung zur Anhebung der Temperatur
- Flachkollektoren arbeiten bei einer durchschnittlichen Temperatur von ca. 80 °C. In ihnen wird das Licht nicht gebündelt, sondern erwärmt direkt eine flache wärmeabsorbierende Fläche, die Wärme gut leitet und mit Röhren durchzogen ist, in denen sich das Wärmeträgermedium befindet. In diesen Kollektoren wird meist ein Wasser-Propylenglycol-Gemisch (Verhältnis 60:40) als Wärmeträgermedium verwendet. Durch den Zusatz von 40 Prozent Propylenglycol wird ein Frostschutz bis −23 °C und darunter ein Gefrieren ohne Volumenzunahme (zum Vermeiden einer möglichen Frostsprengung) erreicht, sowie eine Siedetemperatur, die je nach Druck 150 °C und mehr betragen kann. Inzwischen gibt es neuere Flachkollektoren, die anstelle des Dämmmaterials mit einer Vakuum-Isolierung ausgestattet sind (ähnlich Vakuumröhrenkollektoren). Dies steigert durch geringere Energieverluste den Wirkungsgrad. Die nutzbare jährliche Wärmeenergie, die ein nicht vakuumisolierter Flachkollektor liefert, liegt bei ca. 350 kWh/m².

- Vakuumröhrenkollektoren bestehen aus zwei konzentrisch ineinander gebauten Glasröhren. Zwischen diesen Glasröhren befindet sich ein Vakuum, das die Übertragung der Strahlungsenergie des Lichts zum Absorber zulässt, aber einen Wärmeverlust stark verringert. In der inneren Röhre befindet sich ein Wärmeübertragungsmedium, meist ein Wasser-Diethylenglycol-Gemisch, das sich erwärmt und durch Pumpen angetrieben die Wärme transportiert. Es gibt auch sogenannte „offene Systeme“, die Wasser direkt erhitzen. Diese Kollektoren arbeiten üblicherweise bis zu einer Betriebstemperatur von ca. 150 °C. Vakuumröhrenkollektoren haben höhere Wirkungsgrade als Flachkollektoren, aber sind typischerweise teuer in der Anschaffung.

Solarthermische Kollektoren mit der Konzentration der Strahlung zur Anhebung der Temperatur
- Vakuumröhrenkollektoren können auch Reflektoren enthalten (siehe Bild oben), die die Strahlung auf das Rohr mit dem Wärmeträgermedium konzentrieren. Es gibt aber auch am Markt dicht gepackte Vakuumröhrenkollektoren ohne Reflektor. Die Konzentrationswirkung ist aber je nach Ausführung unterschiedlich stark und soll
  - einerseits bewirken, dass weniger Licht ungenutzt zwischen den vakuumisolierten Wärmeträgerrohren hindurch auf die Dachziegel scheint
  - andererseits erlauben sie es, die Vakuumabsorber mit einem größeren lichten Abstand anzuordnen, was Kosten spart und durch die Konzentration der Strahlung auf die Vakuumabsorber die Temperatur im Wärmeträgermedium schneller steigt und erhöht wird, wodurch die minimale Systemtemperatur und damit der Zeitpunkt der Nutzbarkeit der Energie schneller erreicht und das System länger und wegen der höheren Temperatur energetisch besser nutzbar wird.

Von Nachteil ist aber, dass die Reflektoren verschmutzen und regelmäßig vorsichtig gereinigt werden müssen, was schwierig ist, um den Vorteil zu erhalten.
- Parabolrinnenkollektoren nutzen die Fokussierung der Lichtstrahlen auf eine zentral verlaufende absorbierende Wärmeleitung. Anzumerken ist hier die deutlich höher liegende Arbeitstemperatur zwischen 200 und 500 °C. Als Wärmeträgermedium werden daher Öle eingesetzt.

- Solartürme, bei denen einzelne Flachspiegel der Sonne nachgeführt werden, so dass das Licht an der Spitze eines Turmes auf den eigentlichen Absorber konzentriert wird. Durch dieses Verfahren können sehr hohe Temperaturen von mehr als 1.000 °C erzeugt werden. Die theoretische Grenze liegt hier bei der Strahlungstemperatur der Sonne von etwa 5.500 °C. Als Wärmeträgermedium werden Luft, Öle oder flüssiges Natrium verwendet.[18]

Brennpunkteigenschaft einer Parabel

Ziel ist somit ein gezieltes Absorbieren möglichst aller auf dem Kollektor auftreffenden Sonnenenergie.
Probleme stellen die Reflexionen der Sonnenstrahlung bei fehlender Entspiegelung dar. Dadurch gelangt nur ein Teil der Sonnenstrahlung auf den Absorber. Neuere Kollektoren setzen z. T. entspiegelte Spezialgläser ein, welche die gespiegelte und somit nicht nutzbare Strahlung reduzieren.
Höhere Temperaturen, welche die vorgesehene Betriebstemperatur überschreiten, können möglicherweise zu einem thermischen Cracken des Frostschutzmittels und damit zur Beschädigung und dauerhaften Funktionsuntüchtigkeit des Kollektors führen. Das Erreichen solcher Temperaturen wird durch ein entsprechendes technisches Design des Kollektors selbst sowie durch das Einbinden einer entsprechend leistungsfähigen Umwälzpumpe vermieden.
Der Quotient aus der gewonnenen Wärmeenergie und der auf dem Kollektor eintreffenden Strahlungsenergie ist der Wirkungsgrad. Dieser beträgt bei aktuellem Stand der Forschung für Hausanwendungen zwischen 60 und 75 %.

### Anwendungsgebiete im Alltag

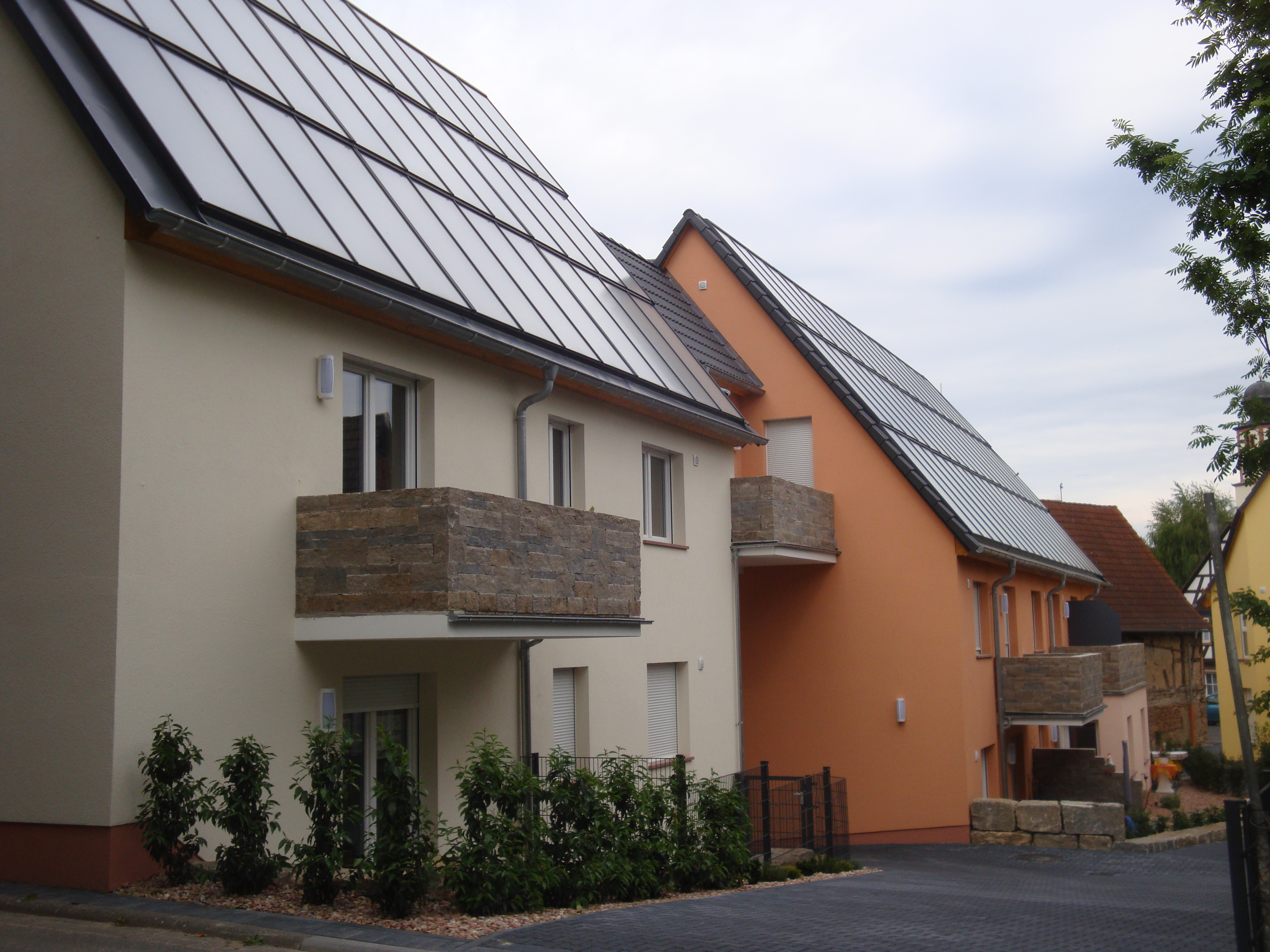
Sonnenhaus-Komplex bestehend aus insgesamt 5 Gebäuden mit 16 Wohneinheiten

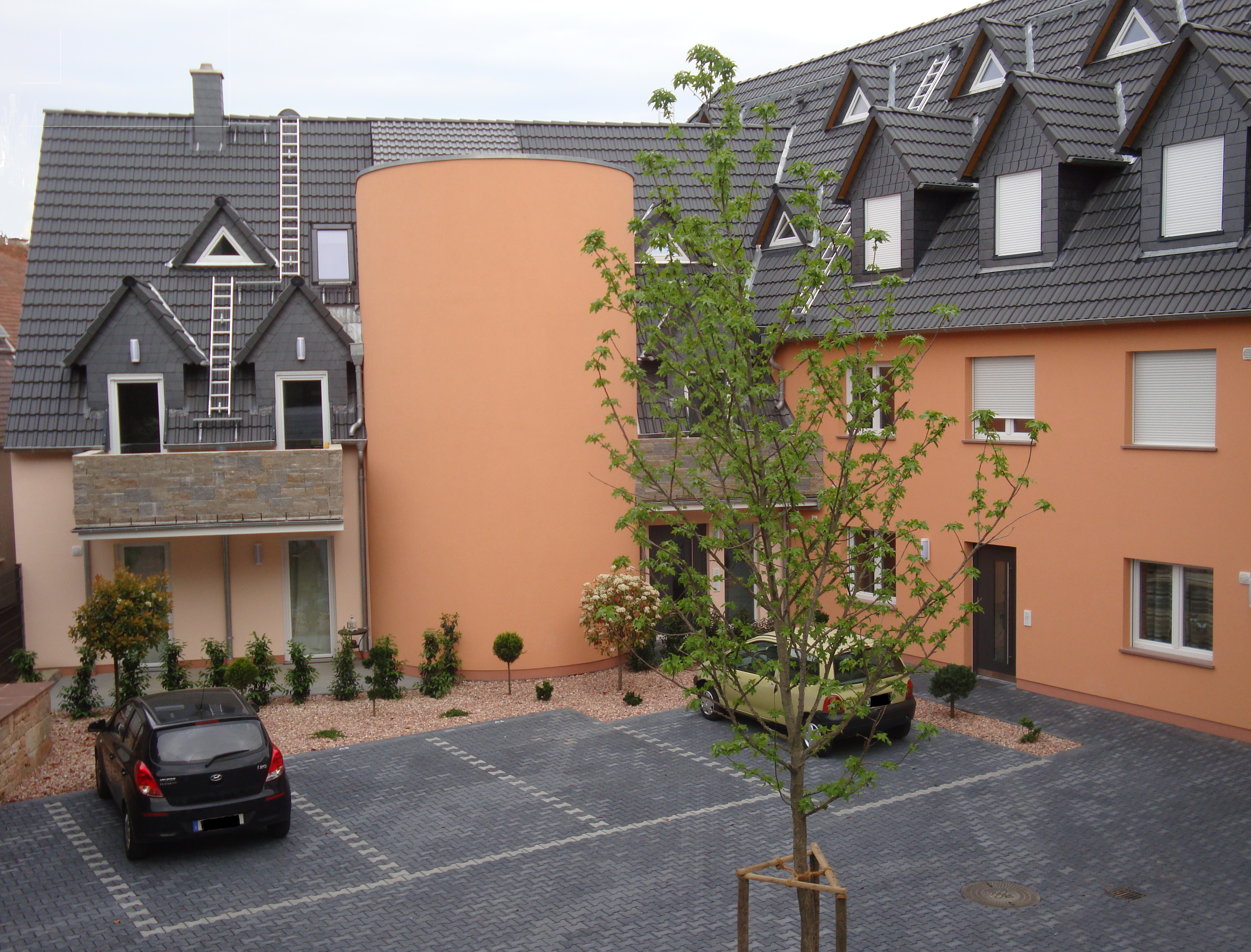
In der Bildmitte der zentrale Solartank-Speicher. Der solare Deckungsgrad des Komplexes wird mit 65 % angegeben, die restlichen 35 % des Wärmebedarfes werden mit Hackschnitzeln gedeckt.

Solarthermie wird im privaten Bereich vorrangig im Rahmen der Gebäudeheizung und -klimatisierung genutzt. In Verbindung mit einer guten Wärmedämmung und der passiven Nutzung der solaren Einstrahlung vermindert sich der Bedarf an zusätzlicher Heizenergie bereits stark. Eine durchdachte passive Nutzung der Sonnenenergie kann auch in Mitteleuropa so weit gehen, dass eine aktive Heizungsanlage nicht mehr erforderlich ist. Die typischsten Beispiele für eine passive Nutzung der Sonnenstrahlung sind das Gewächshaus und der Wintergarten. Dachüberstände über großen isolierverglasten Südfenstern können im Sommer kühlend wirken, und im Winter (durch den dann niedrigeren Stand der Sonne) die durch das Fenster einfallende Wärmestrahlung zur Raumheizung nutzen. Ein ähnlicher Effekt lässt sich durch Absorberwandflächen erreichen, an denen das Sonnenlicht hinter einer transparenten Dämmmaterialschicht an einer schwarzen Absorberfläche auftrifft und die dahinterliegende Wand heizt. Diese passiven Techniken finden in der sog. Solararchitektur Anwendung. Da moderne Bürogebäude (beispielsweise der Commerzbank Tower in Frankfurt am Main und der Post Tower in Bonn) heute oft eine fast vollverglaste Außenfassade aufweisen, ergibt sich im Sommer ein Überschuss an Sonnenwärme. Hier können Spezialgläser helfen, welche im Sommer die thermischen Strahlen der hoch stehenden Mittagssonne abblocken, aber transparent für niedrigere Strahlen sind, wie sie im Winter und auch im Sommer außerhalb der Mittagszeiten anfallen. Solche Spezialgläser können auch selektiv elektrisch angesteuert werden. Oft ist auch ein über mehrere Stockwerke reichendes Atrium mit Springbrunnen vorhanden, um eine kühlende natürliche Thermik zu erhalten.
Im Rahmen der Gebäudetechnik ergibt sich die Klassifizierung kollektorbasierter solarthermischer Systeme als „aktive“ Technologie aufgrund des Einsatzes aktiver, also meistens elektrisch betriebener Umwälzpumpen innerhalb des Wärmekreislaufes. Allerdings ist auch ein passiver Einsatz denkbar, etwa bei Aufdachanlagen in frostfreien Klimazonen, die nach dem passiven Thermosiphon-Prinzip funktionieren, oder auch bei nach dem gleichen Prinzip betriebenen Kollektoren in Kleinanlagen, etwa zur Erwärmung des Wassers für Außenduschen.
Kollektoren können zur Warmwasserbereitung, als eigenständige und vollwertige Heizung, oder zur Unterstützung einer bereits vorhandenen anderweitigen Heizung verwendet werden. Eine anderweitige zusätzliche Heizung wird nur bei Altbauten benötigt, bei denen entweder die Dämmung nicht ausreicht, oder eine im Verhältnis zum Raumvolumen zu kleine Dachgröße vorliegt, als dass der Wärmebedarf vollständig durch Kollektoren gedeckt werden könnte. Ein weiterer Grund kann eine dauerhafte Beschattung des Gebäudes oder (bei einem Schrägdach) auch eine unzweckmäßige Dachausrichtung sein. Optimal ist eine Ausrichtung der Kollektoren nach Süden, wobei bei der Dachmontage regionale Unterschiede berücksichtigt werden müssen, damit die Anlage zu keiner Tageszeit im Schatten liegt.
Sofern diese Punkte berücksichtigt werden, ist eine anderweitige Heizung immer komplett ersetzbar. Dies ist vor allem aufgrund der besseren Umwelt- und Betriebseigenschaften von Solarthermie gegenüber anderen Heizungsformen, etwa den verschiedenen Formen von BHKW-Pelletheizungen, wünschenswert. Solarthermie und passive solare Bautechniken sind in diesem Fall weniger wartungsanfällig und haben durch den nicht vorhandenen Brennstoffbedarf wesentliche Vorteile. Für den Anlagenbetreiber entfallen sämtliche laufenden Kosten (bis auf geringe Stromkosten von etwa 8 € pro Jahr für den Betrieb der elektrischen Umwälzpumpe bei 7 W elektrischer Leistung und einer Laufzeit von 5.300 h/a, bezogen auf ein durchschnittliches Einfamilienhaus und einen Ökostrompreis von 21,5 ct/kWh). Gesamtgesellschaftlich erzeugen die Anlagen bzw. Bauverfahren aus dem gleichen Grund kein zusätzliches Verkehrsaufkommen und konkurrieren nicht mit der Landwirtschaft um wertvolle Ackerfläche, was beim flächendeckenden Einsatz brennstoffbetriebener Blockheizkraftwerke auf Grundlage nachwachsender Rohstoffe der Fall wäre. Außerdem erzeugen sie weder Feinstaubemissionen noch manuell zu entfernende Restasche.
Die Speicherung der in unseren Breitengraden überwiegend im Sommer gewonnenen Wärmeenergie über längere Zeiten wird durch thermochemische Wärmespeicher gewährleistet, bei denen die Wärme saisonal nahezu verlustfrei chemisch abgebunden und zeitversetzt wieder freigegeben wird, durch Puffer-Wärmespeicher, etwa Wasser, oder durch Latentwärmespeicher, z. B. auf Grundlage von Paraffin, bei denen ein Großteil der Wärmeenergie im Phasenübergang von fest zu flüssig gespeichert wird, und sich unter anderem aufgrund dessen eine gegenüber einfachen Wassertanks um Faktor 1,5 höhere Wärmekapazität ergibt. Der Einsatz von Saisonspeichern auf Basis von Wasser oder passiver Wärmemasse hat den Nachteil eines erheblich größeren Platzbedarfes zum Erreichen der gleichen Wärmekapazität. Dieser Nachteil kann sich jedoch bei geschickter Auslegung von Neubauten erübrigen (etwa durch thermische Aktivierung der vom Fundament eingeschlossenen Erdmasse), so dass gerade passive Wärmemasse oder Wasser aus Kostengründen wünschenswerte Lösungen zur Wärmespeicherung sein können.
Indem Sonnenstrahlen auf den Kollektor treffen, geben sie je nach Absorptionsvermögen des Kollektors typischerweise 60–75 % ihrer Energie an die Wärmeträger-Flüssigkeit ab. Diese wird dann mit einer Umwälzpumpe in den Wärmetauscher des Speichers gepumpt. Ein an einen Temperatursensor angeschlossener Regler (auch Solarregler genannt) setzt die Umwälzpumpe in Gang, sobald die Temperatur der Wärmeträger-Flüssigkeit im Kollektor einen bestimmten Schwellenwert überschreitet. Die Einstellungen der Regelung wirken sich auf die Effizienz des Gesamtsystems aus und sind abhängig vom Stromverbrauch der Umwälzpumpe sowie der Pumpleistung. Beim Einsatz eines Pufferspeichers lässt sich die Regelung so einrichten, dass die Pumpe läuft, wenn die Temperatur der Wärmeträger-Flüssigkeit über der Temperatur des unteren (tendenziell kühlsten) Pufferwassers im Speicher liegt. Dort gibt sie ihre Wärme an das kältere Pufferwasser des Speichers ab. Das Pufferwasser erwärmt sich dadurch, steigt im Speicher nach oben, und kann dann über den Wärmetauscher zum Heizen getrennter Kreisläufe für Trink- und Heizungswasser verwendet werden, wobei der Trinkwasserkreislauf zum Duschen, Waschen u. dgl. mehr dienen kann, also letztlich im Bereich der häuslichen Anwendung den kompletten Bedarf an geheiztem „Nutzwasser“ abdeckt.
Moderne Wasch- und Spülmaschinen verfügen zum Teil über separate Warmwasseranschlüsse, worüber solarthermische Gebäudetechnik durch die Bereitstellung bereits geheizten Trinkwassers auch zur Effizienzverbesserung beim Stromverbrauch von Haushaltsgeräten beitragen kann.
Der Puffer-Speicher erfüllt traditionell die Funktion einer zeitversetzten Wärmeaufnahme und -abgabe. Bei Einsatz eines thermochemischen Saisonspeichers, dem auch zeitnah und bedarfsgerecht Wärme entzogen werden kann, ist der Einsatz eines Pufferspeichers nicht mehr notwendig. Der Saisonspeicher kann die Funktion des Pufferspeichers (zeitversetzte Wärmeaufnahme und -abgabe) vollständig übernehmen. Eventuelle Latenzzeiten beim Anlaufen der Wärmeentnahme können durch einen sehr klein dimensionierten internen Pufferspeicher aufgefangen werden, der in den Saisonspeicher integriert wird. Dies kann aber auch durch eine entsprechend latenzarme Auslegung des Geräts an sich von vornherein vermieden werden. Die Wärmeträgerflüssigkeit wird direkt zur chemischen Abbindung der Wärmeenergie dem Saisonspeicher zugeführt, und heizungsseitig übernimmt der Saisonspeicher die Aufgabe eines Durchlauferhitzers. Dadurch entfällt der getrennte Pufferspeicher, was die Anschaffungskosten senkt, und laufende Wärmeverluste vermeidet, die bei Pufferspeichern (trotz Isolierung) im Gegensatz zu den auch langfristig nahezu verlustfreien thermochemischen Wärmespeichern laufend anfallen.

### Ausrichtung
Solarthermische Großkraftwerke sind im Regelfall mit flexibler Nachführtechnik ausgestattet, so dass sich die Frage der Ausrichtung nicht stellt. Bei Parabolrinnenkraftwerken kommen meistens einachsige Nachführsysteme zum Einsatz, bei Paraboloidkraftwerken und anderen horizontal nachgeführten Konzentrator-Bauweisen typischerweise zweiachsige. Bei statisch montierten Kollektorsystemen im Bereich der Gebäudetechnik ist jedoch ein optimaler Aufstellungswinkel unerlässlich, um einen hohen Ertrag zu gewährleisten. Man unterscheidet zwischen vertikalem Neigungswinkel und, je nach Erdhalbkugel, Süd- bzw. Nordabweichung (Azimut-Winkel).
In Europa lassen sich die besten Erträge bei einer Kollektorneigung von 30 bis 45 Grad und einer direkten Ausrichtung nach Süden erzielen (Azimut 0°). Dabei kann eine geringe Südabweichung von bis zu 20° noch in Kauf genommen werden. Aufgrund folgender Zusammenhänge kann in manchen Fällen auch eine Abweichung sogar von Vorteil sein: In den Morgenstunden ist die Luftfeuchtigkeit meist höher, was eine stärkere Trübung der Luft zur Folge hat. Ebenso kommt es in Beckenlagen oder in der Nähe von Wasseransammlungen oft zu Frühnebel, der sich erst im Laufe des Tages auflöst. Weiterhin zu bedenken ist, dass die maximalen Lufttemperaturen meist zwischen 13 und 15 Uhr örtlicher Sonnenzeit erreicht werden. Durch die höhere Umgebungstemperatur steigt bei vielen Anlagen der Wirkungsgrad. Dies spricht unter Umständen für eine Ausrichtung nach Südsüdwest. Andrerseits kommt es vielerorts in den Nachmittagsstunden zu verstärkter Wolkenbildung. Dies wirkt dem entgegen bzw. spricht bei ansonsten gleichen Umgebungsbedingungen für eine Ausrichtung nach Südsüdost.
Die optimalen Aufstellwinkel sollten im Einzelfall anhand regionaler Wetterdaten berechnet werden. Hierzu bieten verschiedene Hersteller entsprechende Simulations-Software an.
Die Aufstellwinkel von Kollektoranlagen, die primär zur Heizung gedacht sind, werden traditionell häufig auf einen größtmöglichen Ertrag während der Wintermonate hin optimiert, anstelle eines größtmöglichen jährlichen Gesamtertrages. Dies geschieht mit der Absicht, ohne Einbindung eines Saisonalspeichers den überwiegend im Winter anfallenden Heizenergiebedarf zeitlich unmittelbar vollständig abzudecken, bei kleinstmöglicher und damit kostenoptimierter Auslegung des Kollektors. Hierbei werden die Kollektoren mit etwa 40–45° aufgestellt, also wesentlich steiler, als es z. B. bei netzgekoppelten Photovoltaikanlagen der Fall wäre, die mit 30–35° auf einen möglichst hohen jährlichen Gesamtertrag hin optimiert werden. Durch das Vorgehen wird bei einfachen Systemen ohne Saisonspeicher eine Anpassung des Ertragsverlaufes an die zeitliche Verteilung des Heizenergiebedarfs zwischen Sommer- und Wintermonaten erreicht, und somit steht bei gleicher Kollektorfläche im Winter mehr Heizenergie direkt zur Verfügung, im Ausgleich für einen umso größeren Ertragsverlust im Sommer, den man aufgrund des dann sehr geringen Heizenergiebedarfs aber eher in Kauf nimmt. Entsprechend kann für Heizanlagen, bei denen der Heizenergiebedarf hauptsächlich während der Sommer und Übergangszeiten anfällt (etwa bei der Heizung von Außenduschen) die Optimierung auf die Einstrahlung während der Übergangszeiten sinnvoll sein, da die Sonneneinstrahlung während des Verbrauchszeitraums Übergangszeit-Sommer-Übergangszeit während der Übergangszeiten am geringsten ist.
Bei der Einbindung eines Saisonspeichers in die Anlage ist eine statische Montage mit steilerem Aufstellwinkel unter dem Gesichtspunkt eines möglichst günstigen Kosten/Nutzen-Verhältnisses jedoch kontraproduktiv, da die durch den Speicher gegebene Möglichkeit der zeitversetzten Wärmeerzeugung und -freigabe die Nutzung der höchsten Sonneneinstrahlung im Sommer zeitversetzt während des Winters ermöglicht, und das Problem des höchsten Heizbedarfs im Winter nicht mehr ausschlaggebend für die Auslegung der Anlage ist. Stattdessen überwiegt die im Sommer um Faktor zwei bis drei höhere Sonnenstrahlung den durch einen steileren Aufstellwinkel nur geringfügig höheren Ertrag im Winter.
Ideal ist hingegen (unabhängig vom Einsatz eines Saisonspeichers) die flexible Nachführung des Kollektors, so dass die Sonnenstrahlung sowohl im Sommer als auch im Winter optimal genutzt wird. Auf Flachdächern kann eine zweiachsige Nachführung montiert werden, bei Schrägdächern hingegen ist ohnehin nur ein (meistens einstufiges) Verstellen des vertikalen Neigungswinkels möglich. In der Praxis werden solche Lösungen an Gebäuden aufgrund der Wartungsanfälligkeit der Mechanik generell selten eingesetzt – oft überwiegt der Vorteil der einfacheren Handhabung und geringeren Anschaffungskosten statisch montierter Kollektoren. Auch sind nachgeführte Kollektoren nicht für die Indachmontage geeignet, die besonders bei Neubauten mit Schrägdach oft genutzt wird.
Von einem Aufstellwinkel größer 45° ist in der Regel abzuraten, da hierbei der Ertrag sinkt. Die Bedeutung des Aufstellwinkels im Winterhalbjahr > oder < 45° spielt ohnehin eine eher geringe Rolle, weil der solare Ertrag viel mehr durch die in Mitteleuropa im Winterhalbjahr dichte Bewölkung begrenzt wird. Ein flacher Aufstellwinkel kann dagegen im Sommer zu thermischen Überschüssen mit der Gefahr von Anlagenstillständen führen. Ideal ist ein Aufstellwinkel von 90° in Relation zur Sonnenhöhe am 21. März bzw. am 23. September.
Das Argument, Hagelschäden zu vermeiden, kann möglicherweise für einen Aufstellwinkel größer als 45° sprechen, wenn in der Region mit entsprechend gefährlichem Hagel zu rechnen ist.

### Energetische Amortisationszeit
Die energetische Amortisationszeit eines Solarthermiesystems beträgt 12 bis 24 Monate, d. h. in dieser Zeit haben die Kollektoren die gleiche Menge an Energie der Heizung zugeführt, die für die Produktion usw. der Anlage aufgewendet werden musste. Die Lebensdauer der Kollektoren liegt bei mindestens 30 Jahren.
Allerdings ist kritisiert worden, dass die energetische Amortisationszeit nur bedingt aussagekräftig hinsichtlich der energetischen Gesamteffizienz ist. So suggeriert eine kurze Amortisationszeit eine hohe Effizienz und eine lange Amortisationszeit eine geringe Effizienz. Dabei bleibt der energetische Gesamtertrag über die Lebensdauer einer Anlage jedoch unberücksichtigt. Dies kann dazu führen, dass eine hocheffiziente Anlage mit einem hohen energetischen Produktionsaufwand einen relativ späten Amortisationszeitpunkt besitzt, aber gleichwohl über ihre gesamte Lebensdauer einen deutlich höheren Nettoertrag besitzt als eine Anlage mit vergleichsweise kurzer Amortisationszeit.

### Wirtschaftlichkeit
Waren Solarthermieanlagen in den 1980er und 1990er Jahren in Mitteleuropa rechnerisch kaum darstellbar und wurden meist von ökologisch Interessierten genutzt, so ist heute (2013) eine Solaranlage bei Heizölpreisen von 90 Cent je Liter und der daraus erzeugten Wärmeenergie von 10 ct/kWh meist wirtschaftlich sinnvoll zu betreiben.
Die Amortisationszeit einer Solarthermieanlage hängt neben der Sonneneinstrahlung hauptsächlich von der Haltbarkeit der Komponenten ab, da sich die Anlage nur über die eingesparte Brennstoffenergie rechnet.
Bei der Nutzung von solarer Wärme zur Heizungsunterstützung sind Südausrichtung, hochwertige Solarkollektoren und ein guter Schichtenspeicher, neben einer hydraulisch gut abgeglichenen Heizung unerlässlich.
Geringe Vorlauftemperaturen erhöhen den solaren Gewinn enorm.
Im Gegensatz zur Photovoltaik sind deutsche Hersteller von solarthermischen Anlagen erfolgreich auf den Weltmärkten und profitieren dabei auch vom enormen Wachstum der solaren Wärmeerzeugung in China.

### Förderung in Deutschland

#### Forschung und Entwicklung
Um den Markt der aufstrebenden regenerativen Energietechnik in Deutschland zu unterstützen, hat das Bundesministerium für Umwelt, Naturschutz und Reaktorsicherheit (kurz BMU) umfangreiche Förderungsmaßnahmen eingerichtet. In dem sich neu entwickelnden Weltmarkt für solarthermische Kraftwerke haben deutsche Firmen dank der mit BMU-Förderung entwickelnden Technologien hervorragende Chancen. Die ersten Kraftwerke in Nevada und Spanien wurden mit maßgeblicher deutscher Beteiligung realisiert. Allein im Jahr 2007 wurde vom BMU ein Fördervolumen von 5,9 Mio. Euro neu bewilligt, zusätzlich zu der Unterstützung von weiteren 5,9 Mio. Euro, die in bereits laufende Projekte fließen. Ab dem Jahr 2008 wird die Förderung für erneuerbare Energien im Wärmemarkt mit neuen Schwerpunkten fortgesetzt. Für das so genannte Marktanreizprogramm stehen insgesamt bis zu 350 Mio. Euro zur Verfügung. Das sind deutlich mehr als in den Jahren zuvor. Als Teil des integrierten Energie- und Klimaprogramms der Bundesregierung hat das BMU eine neue Förderrichtlinie für das Marktanreizprogramm erlassen, die unbefristet ab 2008 gelten soll. Ab 2009 stehen für das Programm bis zu 500 Mio. Euro zur Verfügung. Die Mittelaufstockung erfolgt aus Erlösen durch die Versteigerung von Emissionszertifikaten. Ein zentrales Ziel der Förderung nach diesen Richtlinien ist es, durch Investitionsanreize den Absatz von Technologien der erneuerbaren Energien im Wärmemarkt zu stärken und so zur Senkung deren Kosten und zur Verbesserung von deren Wirtschaftlichkeit beizutragen. Ab dem Jahr 2008 werden infolgedessen mit der neu eingeführten Innovationsförderung für neuartige oder besonders innovative Technologien nach Maßgabe dieser Richtlinien besondere Anreize für die Marktentwicklung gesetzt.

#### Aktuelle Nutzung
Generell wird der Einsatz von solarthermischen Anlagen vom deutschen Staat je nach Größe und Einsatzgebiet finanziell gefördert. Das BMU zielt mit der Förderung im Bereich der Niedertemperatur-Solarthermie darauf ab, den Anteil der Solarthermie an der Wärme- und Kälteerzeugung deutlich zu erhöhen. Sie soll zunehmend zur Substitution fossiler Brennstoffe und damit zur CO2-Minderung beitragen. Der Plan sieht vor, bis zum Jahr 2020 eine Verzehnfachung der installierten thermischen Solarleistung zu erreichen. Um dies realisieren zu können, wurde die Fördermaßnahme: „Solarthermie2000plus“ ins Leben gerufen. Sie richtet sich an Eigentümer entsprechend großer bestehender oder neu zu errichtender Gebäude bzw. Liegenschaften zur Integration von solarthermischen Anlagen in den Bauplan.
Hintergrund:
Die Energiepolitik in Deutschland zielt gleichrangig auf
- die Wirtschaftlichkeit für Erzeuger und Verbraucher,
- die Schonung von Umwelt und Ressourcen, insbesondere auf die Minderung der CO2-Emissionen,
- die Sicherheit der Energieversorgung.

Neben staatlicher Förderung durch die KfW oder das BAFA bieten auch Bundesländer, Stadtwerke und kommunale Energieversorger Fördermittel für den Einbau von Solarthermieanlagen an. Diese werden in der Form von Krediten oder Zuschüssen angeboten und können in einigen Fällen auch kombiniert in Anspruch genommen werden. Oftmals ist die Vergabe von Krediten oder Zuschüssen an die Umsetzung weiterer Modernisierungsmaßnahmen gebunden.

#### Konkrete Zahlen (Stand BAFA 3/2013)
Quelle:
Solarkollektoren zur kombinierten Warmwasserbereitung und Heizungsunterstützung
- Bei einer Erstinstallation fördert das BAFA (Bundesamt für Wirtschaft und Ausfuhrkontrolle) bis 40 m² jeden verlegten (angefangenen) m² mit 90 Euro für Kombianlagen. Reine Trinkwasseranlagen werden im Ein- und Zweifamilienhaus nicht gefördert.
- Bei der Erstinstallation von Solarkollektoranlagen von mehr als 20 m² bis 100 m² Bruttokollektorfläche im Mehrfamilienhaus mit mind. 3 WE und in großen Nichtwohngebäuden zur kombinierten Warmwasserbereitung und Heizungsunterstützung kann eine Förderung von 180 Euro/m² Bruttokollektorfläche beantragt werden.
- Prozesswärme wird mit bis zu 50 % der Nettoinvestitionssumme unterstützt.

Zusätzlich werden Bonusförderungen für folgende Maßnahmen gewährt:
- Kesseltauschbonus: Der Bonus von 500 Euro wird gewährt, wenn gleichzeitig zur Installation einer Solarkollektoranlage zur kombinierten Warmwasserbereitung und Heizungsunterstützung ein vorhandener Heizkessel ohne Brennwerttechnik gegen einen Heizkessel mit Brennwerttechnik (Öl und Gas) eingebaut wird.
- Regenerativer Kombinationsbonus: Gleichzeitige Errichtung einer förderfähigen Biomasseanlage oder einer förderfähigen Wärmepumpenanlage. Der Bonus beträgt 500 Euro.
- Effizienzbonus: Plus 50 % zur Basisförderung für die Errichtung einer förderfähigen Solarkollektoranlage zur kombinierten Warmwasserbereitung und Heizungsunterstützung oder einer förderfähigen Biomasseanlage in einem besonders gut gedämmten Gebäude. Als besonders gut gedämmt zählt ein Gebäude, bei welchem der nach EnEV 2009 ermittelte zulässige Transmissionswärmeverlust HT' um mindestens 30 % unterschritten wird.
- Bonus für besonders effiziente Solarpumpen (pro Pumpe maximal 50 Euro).

## Sonnenwärmekraftwerke
→ Siehe auch: Aufwindkraftwerk

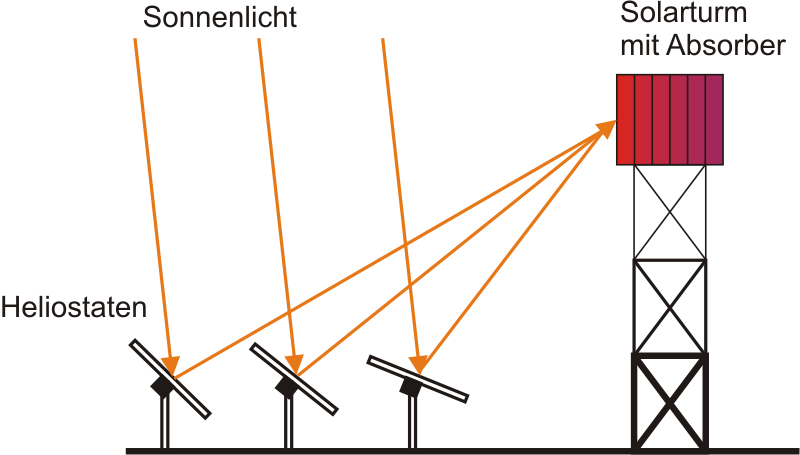
Schematischer Aufbau eines Solarturmkraftwerks

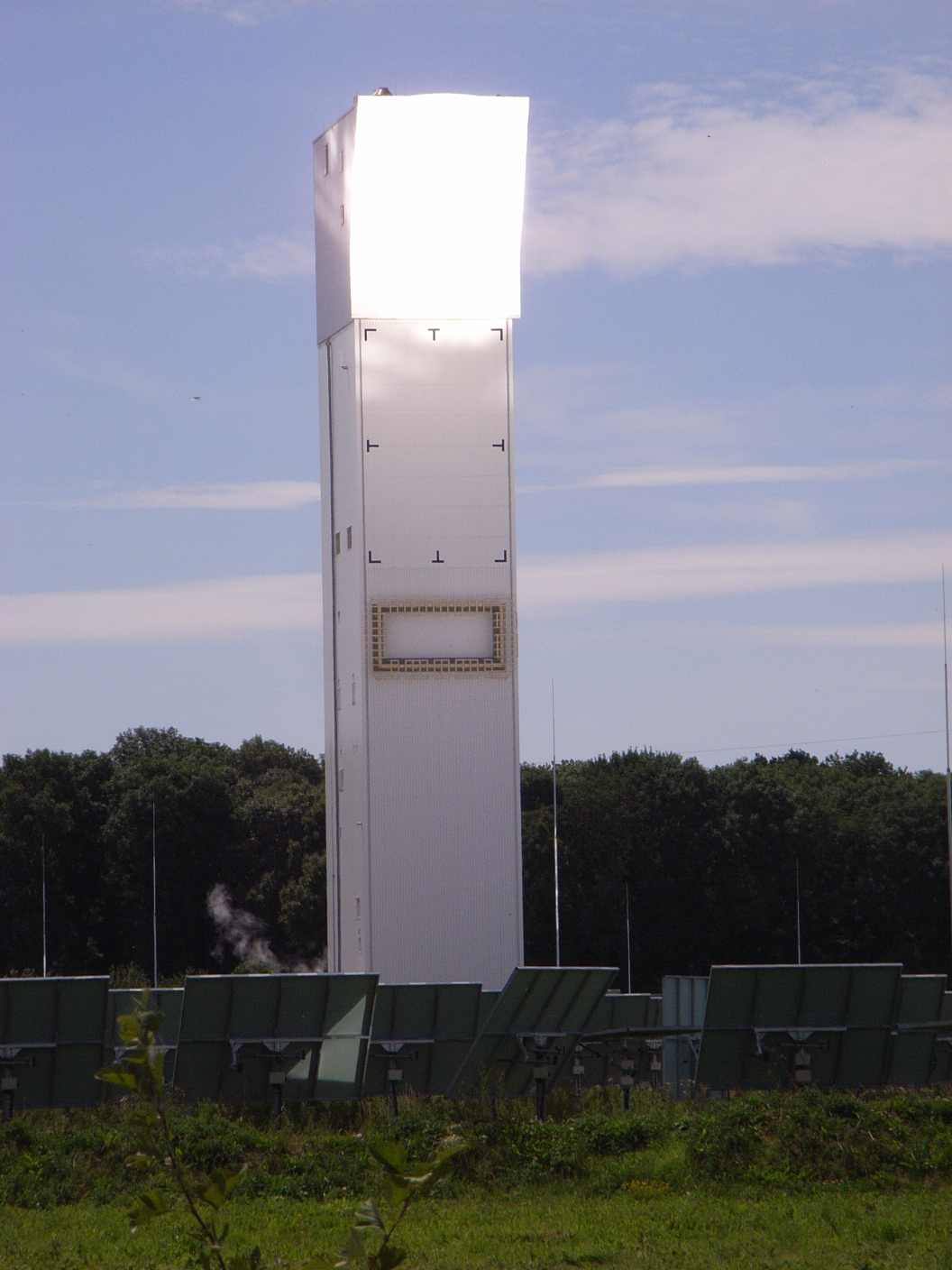
Solarturm Jülich

In solarthermischen Kraftwerken wird Sonnenenergie durch Spiegelsysteme auf einen Absorber gebündelt und die dort erzeugte Wärme mit Hilfe konventioneller Technik (z. B. Dampfturbinen) zur Stromproduktion genutzt. Je nach Art des fokussierenden Spiegelsystems werden Rinnenkraftwerke, Turmkraftwerke und Dish-Anlagen unterschieden.

### Solarturm-Kraftwerk
Um einen ca. 50 bis 150 Meter hohen Turm ist ein Feld aus Heliostaten (Brennspiegeln) angeordnet, die computergesteuert der Sonne nachgeführt werden und die reflektierten Strahlen auf einen an der Spitze des Turmes angebrachten Absorber („Receiver“) bündeln. Durch diesen fließt ein Wärmemedium, das sich durch die gebündelte Solarenergie auf bis zu 1.000 °C aufheizen lässt. Über ein Wärmetauschersystem wird die erzeugte Wärmeenergie zur Erzeugung von Dampf verwendet, der wie in den bereits bekannten Kraftwerkssystemen eine an einen Generator gekoppelte Turbine antreibt und somit elektrische Energie erzeugt.

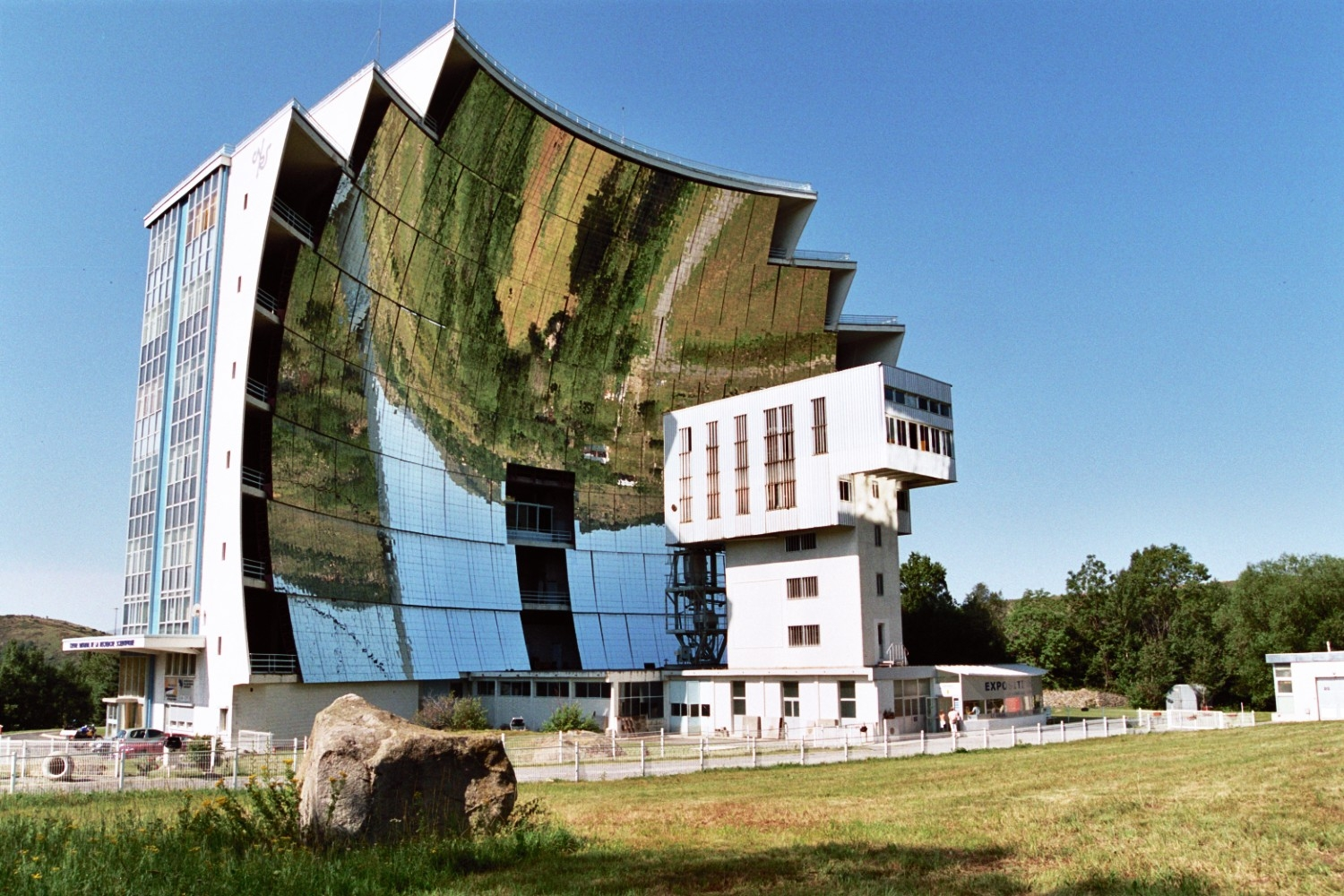
Solarschmelzofen in Odeillo – ein Gebäude mit Labor im Brennpunkt

Derzeit existieren verschiedene technologische Ansätze, die auf unterschiedlichen Wärmeträgermedien (Luft, Wasser bzw. Dampf oder Salzschmelzen) und Receivern (Rohrbündelwärmetauscher, atmosphärische oder druckaufgeladene volumetrische Strukturen) aufbauen.
So lassen sich relativ hohe Leistungsdichten von ~37 W/m² Spiegelfläche und etwa 25 W/m² Grundfläche am Standort Spanien realisieren. Bezogen auf eine Globalstrahlung von 126 W/m² in Deutschland statt der an dem Standort in Spanien vorherrschenden Globalstrahlung von 205 W/m² wäre folglich nur mit einer Ausbeute von etwa 17 W/m² Grundfläche in Deutschland zu rechnen.
Das derzeit größte Solarturm-Kraftwerk ist das Ivanpah Solar Electric Generating System in der Mojave-Wüste in Kalifornien/USA mit einer Nennleistung von 392 MW. In Deutschland wurde eine Versuchs- und Demonstrationsanlage in Jülich in Zusammenarbeit mit der FH Aachen errichtet und Ende 2008 in Betrieb genommen. Hier soll erforscht werden, ob am Standort Deutschland eine solche Technologie sinnvoll ist. Der 60 Meter hohe Receiver wandelt die von 2.000 Spiegeln reflektierten Sonnenstrahlen in 700 °C zur Dampferzeugung um. Die 23,2 Mio. Euro teure Versuchsanlage produziert eine elektrische Leistung von 1,5 MW.

### Fallwindkraftwerk
Im Unterschied zum o. g. Solarturm benötigen Fallwindkraftwerke keine Sonnenkollektoren am Boden, die die Sonnenenergie auf einen bestimmten Punkt konzentrieren. Bei diesem Prinzip wird lediglich ein hoher Kamin verwendet, in dessen oberem Teil Wasser eingesprüht wird. Das verdunstende Wasser entzieht der Luft Wärme, diese kühlt sich um etwa 12 °C gegenüber der Außenluft ab und fällt innerhalb des Kamins mit Geschwindigkeiten bis 20 m/s nach unten.
Am Fuß des Kamins ist wie beim Solarturm-KW eine mit einem Generator gekoppelte Turbine installiert, die durch den künstlich erzeugten Wind angetrieben wird. Die besten und stetigsten Bedingungen für diesen Kraftwerkstyp finden sich im Bereich der Rossbreiten, da hier das ganze Jahr trockene und warme Luft zur Verfügung steht. Aufgrund der indirekten Sonnennutzung funktioniert die Technologie auch nachts. Türme mit etwa 1.200 m Höhe und 400 m Durchmesser sollen an geeigneten Standorten Leistungen von bis zu 900 MW erreichen oder eine Netto-Leistung von ca. 600 MW zu ungefähr 2/3 des Jahres bereitstellen können. Fallwindkraftwerke kämen damit auf eine Leistung und Betriebsdauer, die mit konventionellen fossilen und atomaren Kraftwerken vergleichbar ist. Der Wirkungsgrad erreicht zwar nur etwa 2,5 %, ist aber aufgrund der „unendlichen“ und kostenlosen Ressource „warme Luft“ finanziell unerheblich, allerdings wird dadurch eine größere Fläche benötigt. Etwa 1/3 der erzeugten Bruttoelektrizität wird als Pumpenergie benötigt, um das zu verdampfende Wasser auf die Spitze des Kamins zu transportieren. Da sich der Wirkungsgrad bei kleineren Anlagen deutlich verschlechtert, führt dies dazu, dass nur große Anlagen wirtschaftlich tragfähig erscheinen. Fallwindkraftwerke existieren derzeit nur als Konzept. Eine Realisierung wird in Israel vorangetrieben, scheitert aber im Moment an fehlenden finanziellen Ressourcen.

### Parabolrinnenkraftwerk

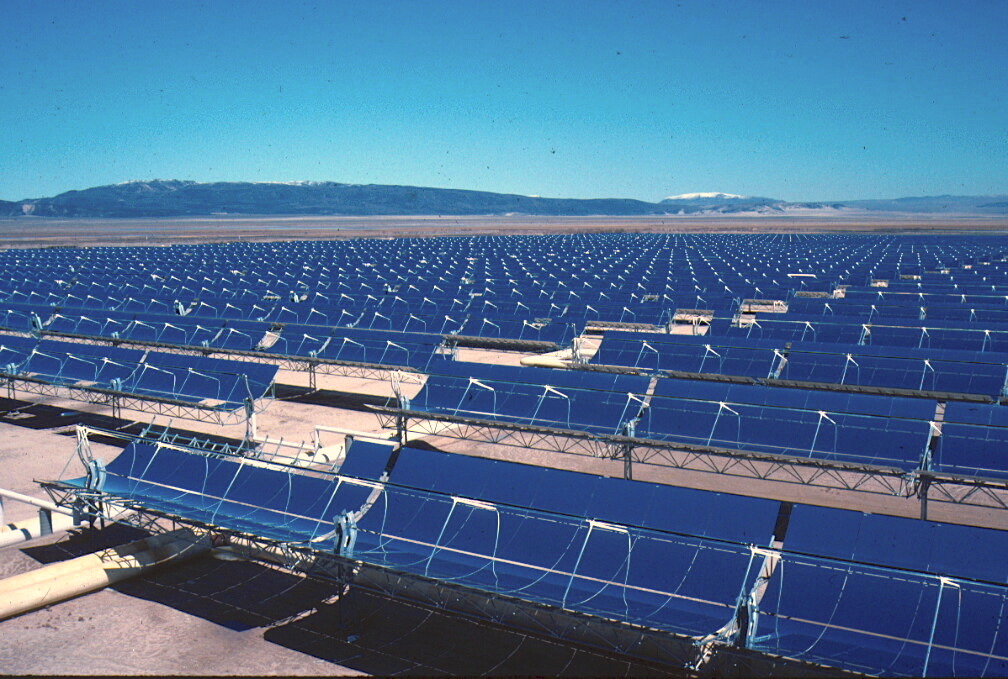
Parabolrinnenkraftwerk in Kalifornien/USA, Kramer Junction

Schematischer Aufbau eines Parabolrinnenkraftwerks

Hier werden Hohlspiegel genutzt, um die Sonnenstrahlung auf einen Punkt zu konzentrieren und damit um ein Vielfaches zu verstärken. Spiegel mit parabelförmigem Querschnitt sind hierfür besonders geeignet, weil sie auch noch die Randstrahlung auf die Mitte fokussieren können. Werden die Spiegel in Form einer Rinne konstruiert, kann die Sonnenstrahlung, um etwa das Vierzigfache konzentriert, auf ein Absorberrohr mit wärmeleitender Flüssigkeit gelenkt werden. Zur Erhöhung der Leistung sind die Parabolrinnen in Nord-Süd-Richtung angeordnet und können durch eine verstellbare Längsachse im Tagesverlauf der Sonne von Ost nach West nachgeführt werden. Die Wärmeleitflüssigkeit wird in ihrem zirkulierenden System bis auf 400 °C erhitzt und produziert über Turbine und Generator Strom. Eine bekannte großtechnische Anlage ist das Parabolrinnenkraftwerk in der kalifornischen Mojave-Wüste. Es hat insgesamt 2,3 Mio. Quadratmeter (2,3 km²) Spiegelfläche und erzeugt 354 MW elektrische Leistung. Ähnliche Großanlagen sind unter anderem auf Kreta, in Ägypten und Indien geplant. Eine Weiterentwicklung der Parabolrinnen sind sogenannte Fresnel-Spiegel-Kollektoren. Bei ihnen wird das Sonnenlicht über mehrere zu ebener Erde angeordneten parallele, ungewölbte Spiegelstreifen (nach dem Prinzip einer Fresnel-Linse) auf ein Absorberrohr gebündelt. Die Streifen werden einachsig nachgeführt. Ein zusätzlicher Sekundärspiegel hinter dem Rohr lenkt die Strahlung auf die Brennlinie. Dieses Konzept befindet sich derzeit in der praktischen Erprobungsphase.

### Paraboloidkraftwerk (Dish)

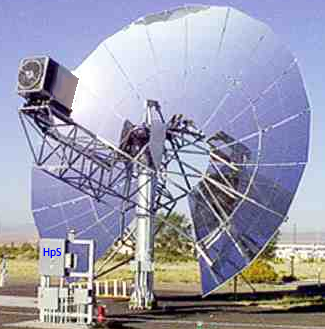
10-kW-Dish-Stirling-Anlage in Spanien

In einem Paraboloidkraftwerk konzentriert ein zweiachsig der Sonne nachgeführter Parabolspiegel die Sonnenenergie direkt auf einen Absorber, der im Brennpunkt des Spiegels installiert ist. Das Arbeitsgas (Helium, Luft) darin erhitzt sich auf bis zu 900 °C und treibt einen Stirlingmotor oder eine Turbine neben dem Absorber an. Der Stirlingmotor setzt die thermische Energie direkt in mechanische Arbeit um. Solche Anlagen erreichen die höchsten Wirkungsgrade bei der Umwandlung von Sonnenlicht in elektrische Energie. Bei einem Experiment in Frankreich mit einem Parabolspiegel von 8,5 m Durchmesser (Fläche 56,7 m²) wurde eine Nettoleistung von 9,2 kW erzielt, was einem Wirkungsgrad von 16 % entspricht. Die Module eignen sich zur dezentralen Energieversorgung in abgelegenen Regionen und erlauben es, beliebig viele dieser Module zu einem großen Solarkraftwerk zusammenzuschalten. Damit kann ein Leistungsbereich bis zu einigen Megawatt abgedeckt werden.

### Solarteichkraftwerke
In Solarteichkraftwerken bilden flache Salzseen eine Kombination von Solarkollektor und Wärmespeicher. Das Wasser am Grund ist viel salzhaltiger und daher dichter als an der Oberfläche. Wird Sonnenstrahlung in den tieferen Schichten absorbiert, heizen sich diese auf 85 bis 90 °C auf. Aufgrund des durch den unterschiedlichen Salzgehalt bestehenden Dichtegradienten kann das erwärmte Wasser nicht aufsteigen, es findet keine Konvektion statt und die Wärme wird in der unteren Wasserschicht gespeichert. Die gespeicherte Wärme kann zur Stromerzeugung in einem Turbinen-Generator-Block verwendet werden und steht bei entsprechender Auslegung 24 Stunden pro Tag zur Verfügung.
Neben dem Endprodukt elektrischer Strom besteht noch die Möglichkeit, die thermische Energie in der Solarchemie zu nutzen. Ein für die solare Wasserstoffwirtschaft wichtiges Forschungsergebnis ist die kürzlich am DLR gelungene thermische Spaltung von Wasserdampf in Wasserstoff und Sauerstoff (siehe auch Wasserstoffherstellung). Mit Hilfe eines Katalysators konnte die für diesen Vorgang benötigte Temperatur von einigen tausend Grad Celsius auf unter 1.400 °C gesenkt werden.

## Solare Fernwärme

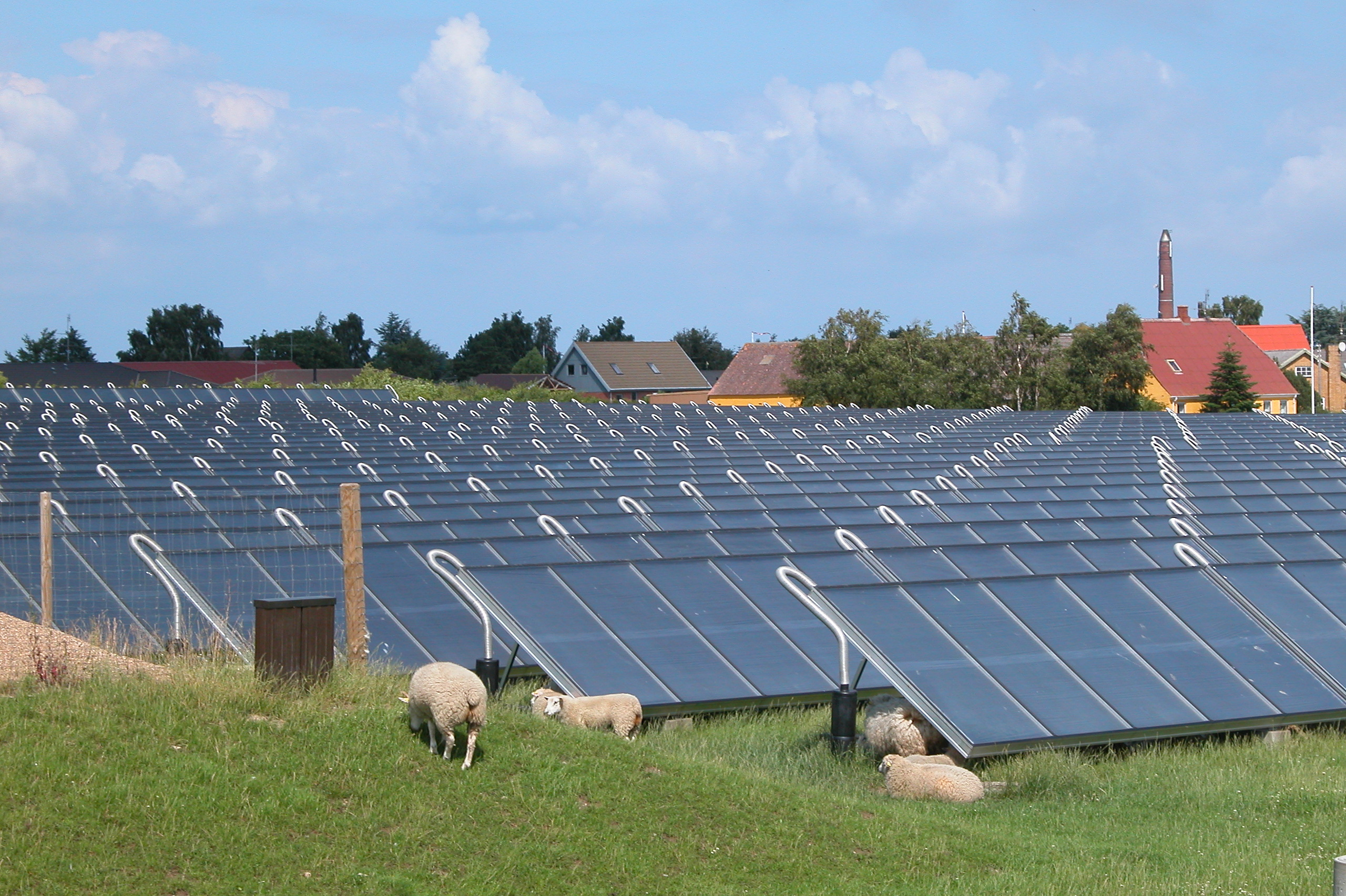
Freiflächen-Solarthermieanlage des Wärmeverbundes Marstal

Neben der Nutzung von Aufdachanlagen besteht auch die Möglichkeit Solarkollektoren analog zu Solarparks in Freiflächenanlagen aufzustellen, beispielsweise zur Versorgung von Nahwärme- und Fernwärmenetzen.
Ein frühes Beispiel ist der Wärmeverbund Marstal, der beginnend ab den 1990er Jahren in mehreren Schritten auf eine thermische Leistung von gut 23 MW ausgebaut wurde. Im Jahr 2016 stand die leistungsfähigste Anlage in der dänischen Kommune Silkeborg. Diese verfügt bei einer Kollektorfläche von ca. 157.000 m² über eine thermische Leistung von 110 MW. Eine noch größere Anlage mit 230 GWh jährlichem Wärmeertrag befindet sich in Graz in Betrieb bzw. Planung (Stand 2016).
Mit Stand September 2016 steht Deutschlands größte mit Röhrenkollektoren arbeitende Solarthermie-Anlage bei Senftenberg. Die Anlage, bestehend aus 1680 Kollektoren mit einer Gesamtfläche von ca. 8000 m², ging im August 2016 in Betrieb. Sie soll pro Jahr etwa 4 GWh Wärme liefern und an Sommertagen den gesamten Wärmebedarf des Senftenberger Fernwärmenetzes decken.

## Solare Kühlung

### Übersicht
Analog zur Erzeugung von Heizwärme kann solare Wärmeenergie auch zur Kühlung eingesetzt werden. Dadurch entfällt die Primärenergie-Umwandlung in Sekundärenergie (z. B. elektrische Energie), was den Aufbau des Kühlsystems vereinfacht und Kosten spart. Da der höchste Kühlbedarf bei typischen Anwendungen oft mit dem Zeitpunkt der höchsten Sonnenstrahlung zusammenfällt, eignet sich solare Wärme auch ohne Zwischenspeicherung hervorragend als Treibenergie für Kühlsysteme. Nachtspeicher sowie Saisonwärmespeicher ermöglichen darüber hinaus auch eine solarthermisch betriebene Kühlung zu Zeiten, in denen keine bzw. zu wenig Sonnenstrahlung zur Verfügung steht.
Solare Kühlung kann prinzipiell immer und überall angewendet werden, wo Solarthermie technisch genutzt werden kann. Voraussetzung dafür ist demzufolge die bauliche Eignung des Gebäudes zum Betrieb von Solarkollektoren, d. h. Beschattungsfreiheit, geeignete Dachausrichtung und schlichtweg auch ausreichend Platz auf dem Dach. Ob eine alleinige solare Kühlung bereits ausreicht, oder durch andere Verfahren ergänzt werden muss, entscheidet letztlich nur die anbaubare Kollektorfläche im Verhältnis zum Kühlbedarf.

### Verfahren

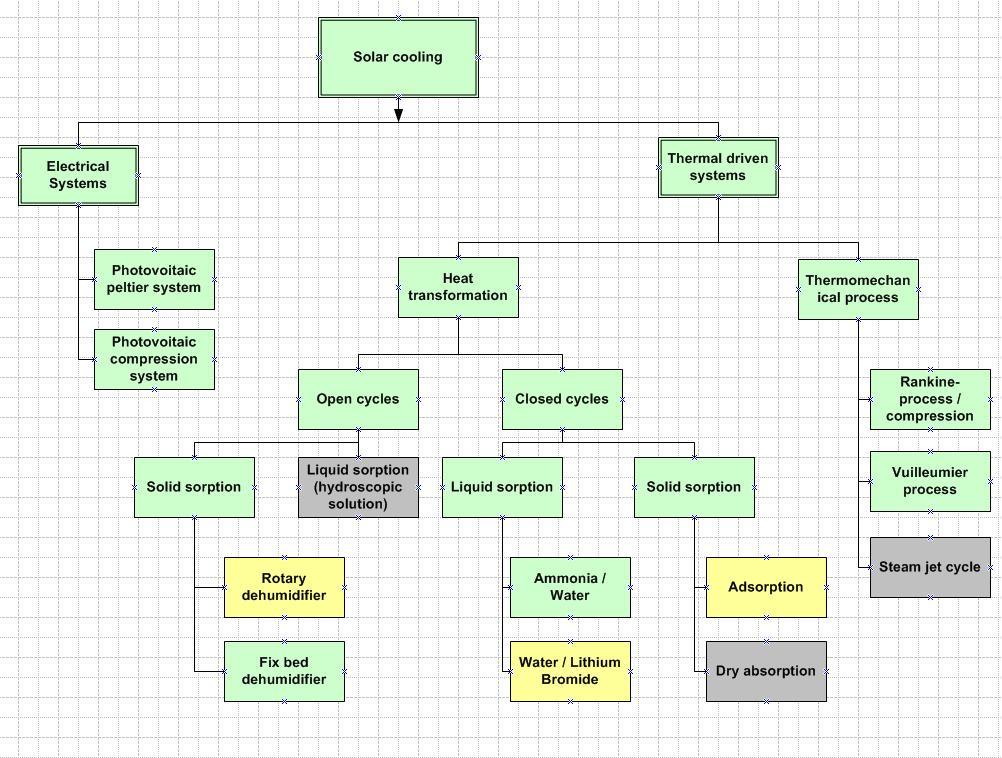

Generell gibt es eine Vielzahl technischer Prozesse zur Umwandlung von Wärme in Kälte, also letztlich dem durch Wärme angetriebenen Entzug von Wärme. Die nebenstehende Grafik soll diese Zusammenhänge verdeutlichen. Viele Verfahren sind bereits heute praktisch einsetzbar (in der Grafik grün markiert), andere befinden sich noch in der Entwicklung (grau markiert).
Vielversprechend ist vor allem der Einsatz der bereits seit langem erprobten Absorptionskältemaschinen.

### Anwendung
Solare Kühlung findet z. B. in folgenden Bereichen Anwendung:
- solare Klimatisierung von Gebäuden bei hohen Außentemperaturen
- Kühlung von Lebensmitteln, Getränken
- industrielle Prozesskühlung, z. B. in der chemischen Industrie

Bei der Klimatisierung von Veranstaltungsräumen, Maschinen, Rechenzentren und Industriebetrieben, in denen durch den Betrieb selbst eine hohe Wärme anfällt, kann neben der Wärme aus Solarthermie auch diese intern anfallende Wärme oft an anderen Stellen zur Kühlung genutzt werden. So wird z. B. auch in neueren Autos die Abwärme des Motors in Verbindung mit einem thermoelektrischen Element zur Rückgewinnung von Strom genutzt. In ortsgebundenen Anwendungen könnte diese gleiche Wärme zum Betrieb der Klimaanlage genutzt werden. Es sollte daher im Einzelfall geprüft werden, ob nicht bereits andere Wärmequellen vorhanden sind, deren Wärmeenergie zur Kühlung genutzt werden kann.
Da solarthermische Anlagen in unseren Breitengraden während des Winters zur Heizung genutzt werden können, bietet es sich an, die gleiche Anlage im Sommer zur Kühlung und im Winter als Heizung einzusetzen. Hierzu reicht eine entsprechend größere Dimensionierung der Kollektoranlage, und ein bereits vorhandener Saisonwärmespeicher kann dann im Sommer auch zur Zwischenspeicherung für den nächtlichen Betrieb der Kühlung verwendet werden. Somit ergibt sich ein Kostenvorteil gegenüber dem Betrieb von Heizung und Kühlung mit jeweils getrenntem Zwischenspeicher.

### Vorteile der direkten Wärmenutzung
- Es wird die Umwandlungsstufe auf Sekundärenergie (elektrischer Strom) eingespart, die bei elektrisch betriebener Kühlung nötig wäre. Dies steigert den Wirkungsgrad und vereinfacht den Systemaufbau. Der Verzicht auf Sekundärenergie-Zwischenstufen geht einher mit einer Senkung der Anforderungen an diesbezügliche Infrastruktur, etwa Stromnetze.
- Im Bereich der solaren Gebäudeklimatisierung steht die Primärenergie vorwiegend dann zur Verfügung, wenn der Kühlbedarf am größten ist, da die Sonnenstrahlung den Klimatisierungsbedarf direkt bedingt. Auch Kühlschränke sowie Kühleinrichtungen im Rahmen industrieller Prozesse müssen zum Zeitpunkt der höchsten Außentemperatur gegen die erhöhte Wärme arbeiten und verbrauchen dann entsprechend mehr Energie, die durch die hohe Sonnenstrahlung zum gleichen Zeitpunkt unmittelbar ohne weitere Zwischenspeicherung zur Verfügung gestellt werden kann.